# Бернар, Анжелика
Анжелика Бернар (фр. Angélique Bernard; род. 1972, Квебек) — государственный и политический деятель Канады.

## Биография
Стала самым молодым человеком, занявшим должность комиссара в любой из трёх северных территорий Канады, и первой франкоканадкой на этом посту.
В 1995 году переехала в Юкон из Монреаля, для прохождения 4-месячной стажировки на должности переводчика в правительстве территории. Стала активным членом франко-юконского сообщества: занималась волонтерской работой в некоммерческих организациях и работала ведущей радио-шоу на французском языке, начиная с 1998 года. С 2010 по 2017 год занимала должность председателя Ассоциации франко-юконцев.

## Награды

### Федеральные
- Дама Великого креста Ордена Святого Иоанна — 7 июня 2019 года[5][6].

### Региональные
- Член Ордена Юкона — 22 марта 2020 года[7][8].